# SdKfz 251
SdKfz 251 (Sonderkraftfahrzeug 251) a fost un vehicul semișenilat blindat proiectat și fabricat prima dată de către firma Hanomag pentru Germania nazistă în timpul celui de-al Doilea Război Mondial. A fost cel mai mare și cel mai des întâlnit semișenilat de fabricație germană, fiind proiectat să transporte trupele Panzergrenadier (infanterie mecanizată) ale Wehrmachtului. Aceste vehicule erau denumite pur și simplu „Hanomag” de către Aliați și trupele germane, fiind fabricate în număr mare: peste 15.000 de vehicule au fost asamblate în diverse variante de către producători diferiți.

### Altele
- SdKfz 250
- SdKfz 252